# Expl0ited
Peter Altof alias Expl0ited (* 6. říjen 1996 Bojnice) je slovenský youtuber a influencer.

## Život
Narodil se 6. října 1996 ve slovenském městě Bojnice, v němž vystudoval základní školu a následně Piaristické gymnázium Františka Hanáka. Od roku 2016 bydlí v Bratislavě. Je velkým fanouškem fotbalu, jeho nejoblíbenějším klubem je Real Madrid a hráčem Cristiano Ronaldo. Když byl mladší, hrál fotbal závodně za FC Baník Horná Nitra.
Od roku 2015 tvořil pár s youtuberkou Momou, ale na konci roku 2018 se rozešli.
V červnu 2018 si splnil sen a otevřel si v bratislavském Auparku svou vlastní vaflárnu, kterou nazval Wafland a těšila se velké oblibě. V únoru 2020 se v Bratislavě uzavřela. V létě 2020 se znovu otevřela, tentokrát ale v Bánské Bystrici.
V roce 2020 oznámil, že se společně s youtuberem Vláďou, z kanálu VladaVideos, utkají na konci téhož roku v MMA zápase. Zápas se však nakonec neuskutečnil.